# Joan Cursach i Arguimbau
Joan Cursach i Arguimbau (Ciutadella, Menorca, 23 de novembre de 1757 - Ciutadella, Menorca, 14 de setembre de 1832) va ser un metge i botànic balear.
Membre d'una família de sanitaris de Ciutadella, i deixeble del professor Antoine Gouan de Montpellier, estudià a Avinyó i a Montpeller, on es doctorà en medicina (1785). Exercí de metge a Ciutadella, ciutat de la qual fou clavari (1811, 1819 i 1823). Publicà diversos treballs sobre medicina i botànica, entre els quals destaca un del 1791, Botanicus medicus ad medicinae aliquorum usum. L'obra conté un catàleg de plantes medicinals, entre les quals es troba present la camamil·la, amb la descripció de cadascuna ordenades segons el sistema de Linné, i la distribució i els usos més importants, a més d'una introducció general al tema i una amplíssima bibliografia. També és autor d'una necrologia del bisbe de Menorca Pedro Antonio Juano (1814). A més, Cursach fou corresponsal del botànic aragonès Boldó, que visità Menorca l'any 1795.